# Parc du facteur
Le parc du facteur (finnois : Posteljooninpuisto) est un parc du quartier de Kyttälä à  Tampere en Finlande,,,.

## Présentation

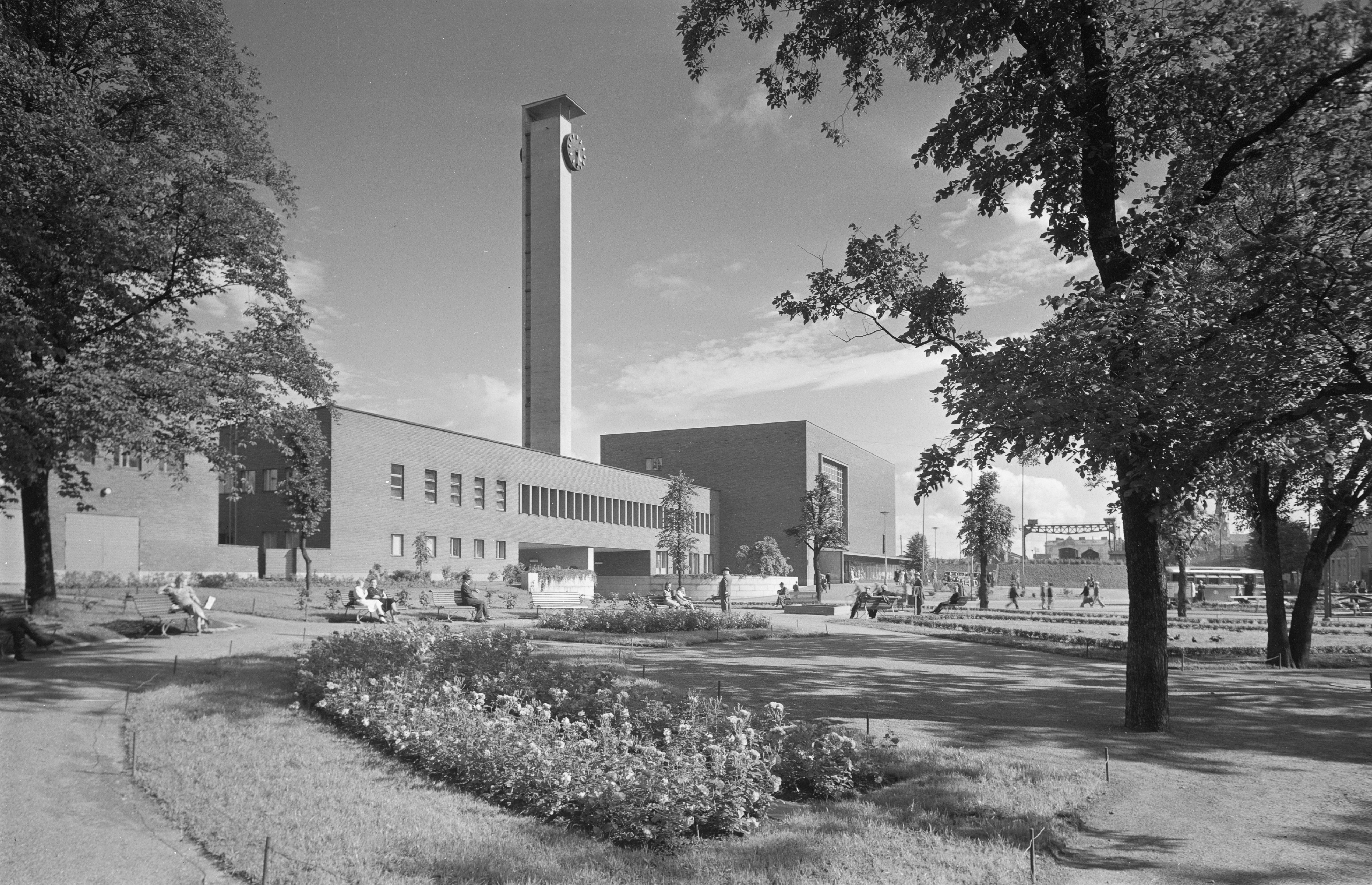
Vue sur le parc de 1939, en arrière-plan la gare.

De type jardin à la française, le parc du facteur construit dans les années 1930 appartient à la ville.
Il est situé au centre de Tampere, au coin des rues  Rautatienkatu et Itsenäisyydenkatu. 
Sur sa bordure nord se trouve l'ancien bureau de poste principal de Tampere.
Le parc est planté de feuillus, notamment des tilleuls.
Le parc du facteur est étroitement lié à la gare de Tampere que la direction des musées de Finlande a classé comme un site culturel construit d'intérêt national.
Dans le parc, il y a une sculpture en acier le courant de la vie (1984) conçue par Aimo Taleva.
C'est un monument dédié au chanteur de Olavi Virta qui a vécu à Tampere pendant les derniers jours de sa vie.